# Marinka (Ucrânia)
Marinka (em ucraniano:  Мар'їнка, em russo: Марьинка) é uma cidade da Ucrânia, situada no Oblast de Donetsk. Tinha 2,3 km² de área urbana e a sua população em 2020 foi estimada em 9.376 habitantes. É o centro do distrito de Maryinsky , sendo uma cidade de importância regional. Faz parte da aglomeração da cidade de Donetsk, estando localizada perto da estação ferroviária de Krasnohorivka , no rio Osykovaya, um afluente do Volchya ( bacia do Dnieper ). Diretamente adjacente aos limites da cidade, a leste, está o desenvolvimento do distrito Petrovsky de Donetsk.
Incluindo as áreas rurais do município sua área total é de 51,92 km², Marinka está localizada a 580 km de Kiev, possui uma altitude média de 178 metros acima do nível do mar e seu clima é moderadamente frio com umidade uniforme, segundo classificação climática Koppen, Dfb. 

## História
No ano 1791, o atual território do município foi adquirida pelo proprietário Semyon Zhebunov. O nome de sua esposa era Maria. A vila fundada em 1844 foi batizada em sua homenagem. A população consistia de camponeses que se mudaram das províncias de Poltava e Kharkiv para lá. Em 1874, Maryinka tornou-se centro paroquial do condado de Mariupol. O desenvolvimento industrial na cidade só começou após a Segunda Guerra Mundial.

## Guerra Russo-Ucraniana
Em abril de 2014, paramilitares apoiados pela Rússia capturaram várias cidades no Oblast de Donetsk, incluindo Marinka, mas em 5 de agosto de 2014, as forças ucranianas recuperaram o controle de Marinka. 
Por estar localizada na linha de contato entre os territórios ocupados pela tropas Ucranianas e os territórios ocupados inicialmente pelos separatistas pró-Rússia, a cidade foi remodelada estruturalmente para se tornar uma fortaleza, durante nove anos, as forças armadas da Ucrânia construíram uma poderosa área de defesa, onde cada rua passou a ter sua própria estrutura fortificada de proteção contra diversos tipos de ataque, tanto aéreos quanto de artilharia, com centenas de postos de tiro de longo prazo e sistemas complexos de comunicação subterrânea. 
Em novembro de 2022 em decorrência da invasão da Ucrânia pela Rússia, a Polícia Nacional da Ucrânia, informou que não existiam mais habitantes residindo na cidade. Todas as construções de Marinka foram destruídas pelas Forças Armadas da Rússia.
Em 12 de dezembro de 2023, surgiu online um vídeo geolocalizado de tropas russas hasteando uma bandeira russa e uma bandeira da vitória soviética no final do lado oeste da rua Kashtanova, o que confirma ampliação da presença Russa na cidade, como vinha anunciando a mídia Russa desde o início do referido mês. 
Em 25 de dezembro de 2023, o governo russo através do Ministro da Defesa da Rússia, Sergei Shoigu, anunciou formalmente que as Forças Armadas Russas haviam libertado Marinka  No dia seguinte, o Comandante-em-chefe das forças armadas da Ucrânia, Valerii Zaluzhnyi, confirmou que as forças ucranianas haviam se retirado de Marinka e se entrincheirado nos seus arredores.